# 聖伯多祿和聖保祿主教座堂 (印第安納波利斯)

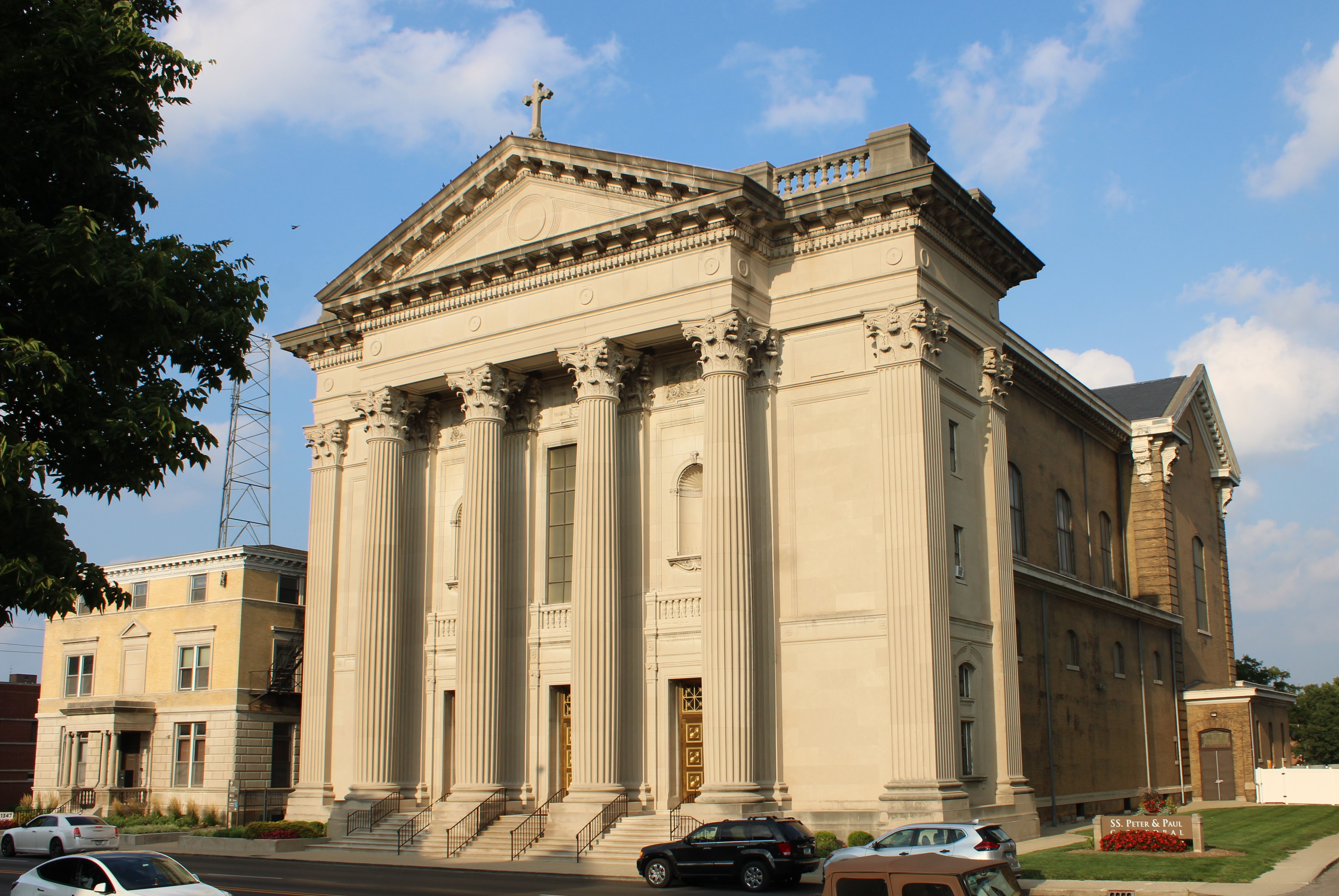
聖伯多祿和聖保祿主教座堂

聖伯多祿和聖保祿主教座堂（英語：Saints Peter and Paul Cathedral）是美國的一座天主教的主教座堂，位於印第安納州印第安納波利斯，也是天主教印第安納波利斯總教區的主教座堂。教堂始建於1892年，建築風格是新古典主義建築。